# Буковіна-Бобжанська
Буковіна-Бобжанська (пол. Bukowina Bobrzańska, нім. Buchwald bei Sagan) — село в Польщі, у гміні Жагань Жаґанського повіту Любуського воєводства.
Населення — 382 особи (2011).
У 1975-1998 роках село належало до Зеленогурського воєводства.

## Демографія
Демографічна структура станом на 31 березня 2011 року:
|          | Загалом | Допрацездатний вік | Працездатний вік | Постпрацездатний вік |
| -------- | ------- | ------------------ | ---------------- | -------------------- |
| Чоловіки | 200     | 46                 | 137              | 17                   |
| Жінки    | 182     | 29                 | 108              | 45                   |
| Разом    | 382     | 75                 | 245              | 62                   |